# Ренхифо, Эрнан
Эрнан Ренхифо Тригосо (англ. Hernán Rengifo Trigoso; род. 18 апреля 1983, Чачапояс) — перуанский футболист, выступающий за клуб чемпионата Перу «Карлос Стейн».

## Биография
Эрнан Ренхифо забил шесть мячей в розыгрыше Кубка УЕФА 2008/09 за польский «Лех», в том числе в обоих матчах 1/16 финала против итальянского клуба «Удинезе», однако «Лех» не смог пройти эту стадию. В составе того же клуба выступил и в Лиге Европы 2009/10, однако «Лех» проиграл «Брюгге» в матче квалификационного раунда, а сам Ренхифо не забил в том розыгрыше ни одного мяча. После «Леха» побывал во многих перуанских клубах, а также кипрской «Омонии» и турецком «Сивасспоре», за который он не провёл ни одного матча в чемпионате Турции.
В марте 2009 года Ренхифо был вызван на отборочные матчи чемпионата мира 2010 года против Чили и Бразилии. Команда Перу заняла последнее место в своей группе и не вышла на турнир.

## Достижения
«Лех»
- Победитель Кубка Польши: 2009
- Победитель Суперкубка Польши: 2009

«Омония»
- Чемпион Кипра: 2009/10
- Победитель Кубка Кипра: 2010/11
- Победитель Суперкубка Кипра: 2010

«Спортинг Кристал»
- Чемпион Перу: 2012

## Голы за сборную
| №  | Дата            | Соперник   | Счёт | Результат | Соревнование             |
| -- | --------------- | ---------- | ---- | --------- | ------------------------ |
| 1  | 30 марта 2008   | Коста-Рика | 1:0  | 3:1       | Товарищеский матч        |
| 2  | 31 мая 2008     | Испания    | 1:1  | 1:2       | Товарищеский матч        |
| 3  | 9 сентября 2009 | Уругвай    | 1:0  | 1:0       | Отборочные матчи ЧМ-2010 |
| 4  | 10 октября 2009 | Аргентина  | 1:1  | 1:2       | Отборочные матчи ЧМ-2010 |
| 5  | 18 ноября 2009  | Гондурас   | 2:1  | 2:1       | Товарищеский матч        |
| 6. | 8 октября 2010  | Коста-Рика | 2:0  | 2:0       | Товарищеский матч        |